# Internationellt utvecklingssamarbete

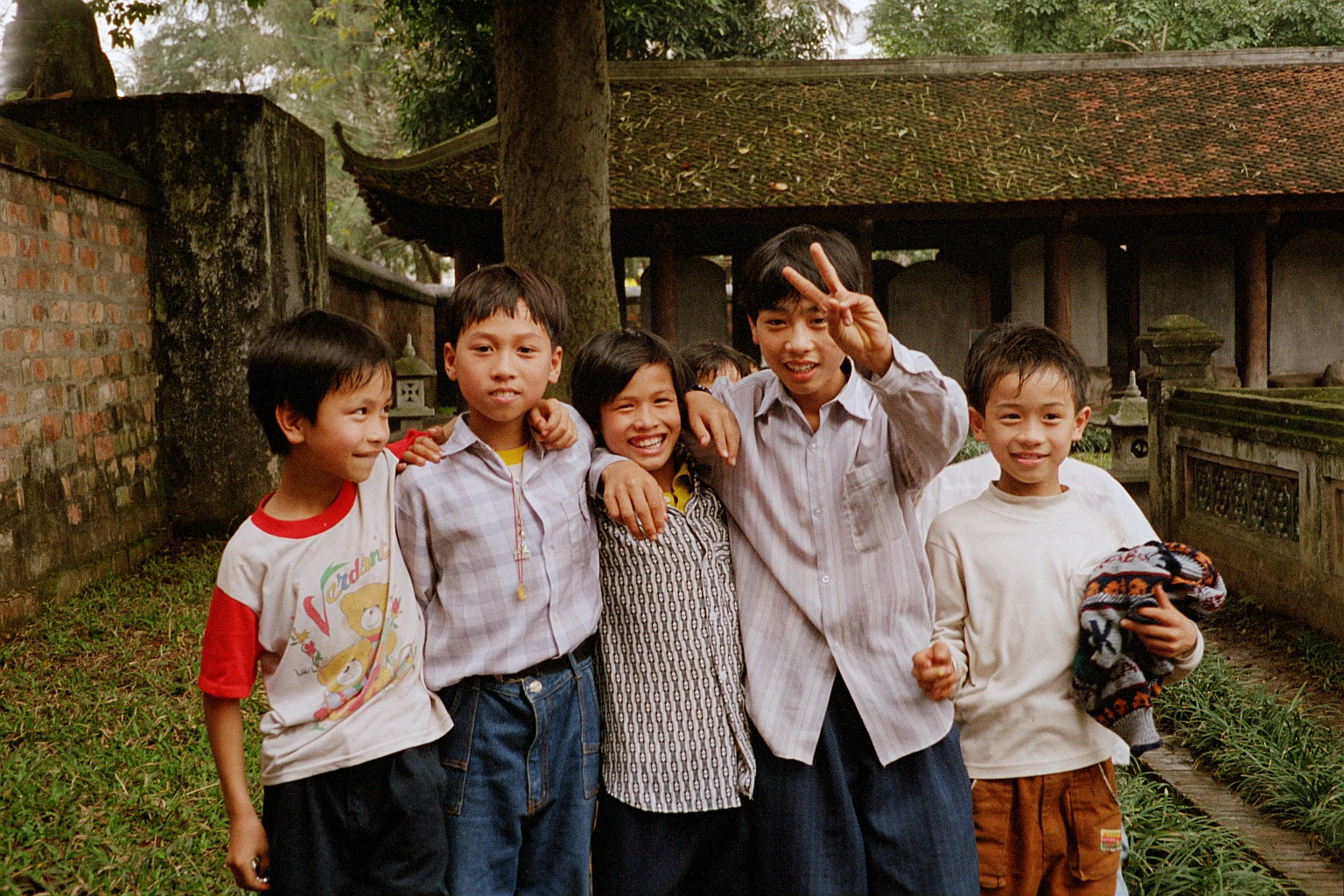
Barn i Hanoi, februari 2000.

Internationellt utvecklingssamarbete är verksamhet som syftar till att främja ekonomisk utveckling och välstånd i fattiga länder, i samverkan mellan rika och fattiga länder.

## Termen internationellt utvecklingssamarbete
Internationellt utvecklingssamarbete, eller utvecklingssamarbete, är den officiella beteckningen på stöd till fattiga länder från andra länder, det som i dagligt tal kallas internationellt bistånd, utvecklingsbistånd, u-hjälp eller bara bistånd. Begreppen används oftast synonymt, även om termen utvecklingssamarbete tydligare betonar karaktären av en verksamhet som omfattar (minst) två parter som arbetar tillsammans i samma syfte, medan termen bistånd mera betonar att den ena parten hjälper den andra.
Det internationella språkbruket varierar från land till land. På engelska talar man oftast om bistånd (development aid  eller development assistance), medan utvecklingssamarbetete (franska cooperation de développement, spanska cooperación al desarrollo) sedan länge är förhärskande på latinska språk. I det tvåspråkiga OECD används begreppen synonymt. Det politiska organet, utvecklingskommittén, benämns Development Assistance Committee (DAC)  på engelska och Le Comité d'aide au développement (CAD) på franska, medan OECD:s organisatorisk enhet med ansvar för denna verksamhet benämns Development Co-operation Directorate respektive Direction de la coopération pour le développement.
Begreppet utvecklingssamarbete kan anses vara modernare och mer politiskt korrekt, och begreppen bistånd eller u-hjälp vara äldre och i vissa sammanhang uppfattade som pejorativa. Beträffande stöd för humanitära ändamål och i katastrofsituationer är dock begreppen humanitärt bistånd eller u-hjälp mer tillämpliga, och också mer adekvata. Stödet avser då att avhjälpa kortsiktiga problem, med en dominerande insats av den givande parten.

## Historiska grunder
Humanitära internationella hjälpinsatser har en lång historia.  Nobels fredspris har till exempel delats ut till Internationella rödakorskommittén (1901) och till Fridtjof Nansen för hans insatser för humanitär hjälp till Ryssland (1922).
Systematiskt internationellt utvecklingssamarbete av en intressant storleksordning startade efter det andra världskriget med Marshall-hjälpen, den amerikanska regeringens bidrag till återuppbyggnad i Europa.
Under Marshallplanen, eller officiellt European Recovery Program, bidrog USA under åren 1948-1952 med 13,3 miljarder US dollar till 16 länder i Europa, vilket har beräknats till 88 miljarder US dollar i penningvärdet från slutet av 1990-talet.
Världsbanken (the International Bank for Reconstruction and Development) var också en tidig institution för internationellt utvecklingssamarbete, med sin systerinstitution IDA (International Development Association, administrerad av Världsbanken) som etablerades 1960. IDA är den del av Världsbanksgruppen som har till uppgift att lämna kraftigt subventionerade lån till de fattigaste länderna.

## Definition av offentlig internationell utvecklingshjälp
OECD genom sin utvecklingshjälpskommitté DAC (Development Assistance) har en definition av ODA (Official Development Assistance, officiellt bistånd). För fullständig text av denna, se ODA. I korthet refererar den till medel som överförs från rika till fattiga länder vilka har till huvudsakligt syfte att främja ekonomisk utveckling och välstånd och som har ett så kallat gåvoelement av minst 25 %. Det är mot denna definition som man internationellt mäter ländernas bidrag i relation till ländernas bruttonationalinkomst (BNI).

## Aktuella frågor i internationellt utvecklingssamarbete

### Parisdeklarationen
Parisdeklarationen från år 2005 är ett resultat av arbete inom gruppen givarländer som ingår i OECD:s biståndskommitté (DAC) och diskussioner mellan denna kommitté och mottagarländer och andra givare.
Tanken bakom Parisdeklarationen är att mottagarländerna ska ta ett större ansvar för sin egen utveckling genom bland annat reformer för att förbättra fattigdomsbekämpning och demokrati, samtidigt som givarna förbättrar attityder till, och metoder för, utformningen av sitt bistånd till de förhållanden som råder i varje enskilt samarbetsland.
I deklarationen betonas att:
- samarbetsländernas ägarskap och ansvar för biståndet ska stärkas
- biståndet ska anpassas till ländernas prioriteringar och administrativa system
- procedurerna ska förenklas och samordnas mellan givarna
- resultaten (det vill säga fattigdomsminskningen i första hand) ska redovisas på ett bättre sätt

Begrepp som betonas är bland annat ägarskap, givaranpassning, harmonisering av procedurer och ömsesidigt ansvar för uppföljning samt rapportering av resultat.

### FN:s millennieutvecklingsmål
FN:s millenniemålsdeklaration från år 2000 slår fast att insatser för fattigdomsbekämpning, utbildning, hälsa, fred, säkerhet, miljö, mänskliga rättigheter och demokrati hör ihop.
Åtta mål för utvecklingen fram till år 2015 fastställs, bland annat att fattigdom och hunger ska halveras, att alla barn ska gå i grundskola och att en miljömässigt hållbar utveckling ska säkerställas.

## Betydelsen av internationellt utvecklingssamarbete

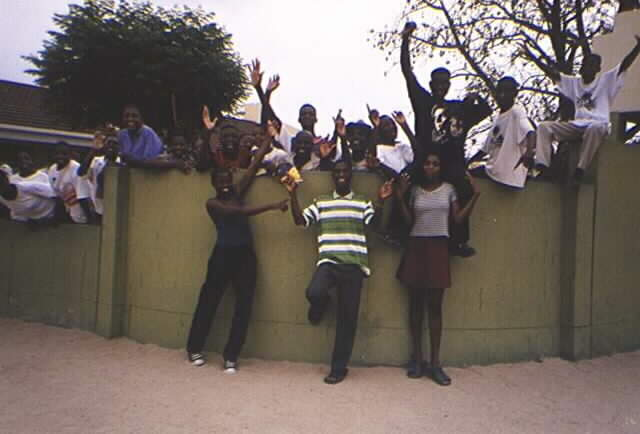
Skolbarn i Namibia, 2001.

Internationellt utvecklingssamarbete har, liksom alla kontakter mellan länder, effekter genom att det sprider kunskap och idéer mellan länderna och därmed förändrar politiska, religiösa, ekonomiska och kulturella system i det mottagande landet.
I den mer begränsade meningen av effekt av överföringar av pengar och kunskap har betydelsen av internationell utvecklingshjälp förändrats över de cirka 50 år företeelsen funnits. Utvecklingshjälpen startades i en situation med avkolonialisering och i en tid som präglades av avsevärt färre internationella kontakter än idag. Biståndet spelade då, särskilt i nyligen fria stater, och särskilt i länder i Afrika och i (delar av) Asien, en dominerande roll för att få till stånd strömmar och finansiella medel och internationellt tillgänglig kunskap till länderna.
Ett halvt sekel senare är situationen annorlunda, Bortsett från ett mindre antal fattiga länder, särskilt länder som befinner sig i en så kallad konflikt- eller postkonfliktsituation, finns det nu andra stora strömmar av pengar och kunskap som berör de fattiga länderna: internationell handel av varor av tjänster, överföringar av pengar från utlandsarbetande, direktinvesteringar i ländernas näringsliv, och för vissa länder också portföljinvesteringar i värdepapper. Flera av dessa senare företeelser är idag oftast betydligt större i ekonomiska termer än utvecklingshjälp, och kan också vara det beträffande kunskapsöverföring.

## Internationellt utvecklingssamarbete såsom en del av samarbete för global utveckling
I Sverige betraktas numera internationellt utvecklingssamarbete som en, och endast en, komponent i en gemensam svensk politik för global utveckling (PGU). Denna politik slogs fast av riksdagen 2003, och markerar att det (biståndsfinansierade) internationella utvecklingssamarbetet är en integrerad del av utrikespolitiken.
Målet för en sådan svensk politik är att bidra till en rättvis och hållbar global utveckling, med särskild betoning på fattiga människor och länder.
Tanken är att olika politikområden (handels-, jordbruks-, miljö- migrationspolitik etc) ska utformas på ett sätt så att global utveckling främjas. Två perspektiv ska beaktas: rättighetsperspektivet och de fattigas perspektiv.

## Svenskt offentligt bistånd idag

### Syfte
Målet för svenskt internationellt utvecklingssamarbete är att bidra till att skapa förutsättningar för fattiga människor att förbättra sina levnadsvillkor.

### Omfattning
Sverige avsätter omkring en procent av bruttonationalinkomsten (BNI) i officiell utvecklingshjälp, vilket motsvarar cirka 40 miljarder kronor år 2015.
Till detta belopp kommer utvecklingshjälp som lämnas av enskilda svenska organisationer, till den del denna inte är refinansierad av staten utan baseras på privata bidrag.
Av det statliga biståndet kanaliseras ungefär en tredjedel såsom bilateralt bistånd via Sida, resterande medel går huvudsakligen som bilateralt och regionalt bistånd via Europeiska unionen, som multilateralt bistånd via FN-organisationer, Världsbanken och andra regionala utvecklingsbanker samt via svenska enskilda organisationer (såväl i form av humanitärt bistånd som utvecklingsbistånd)

### Institutioner
Utrikesdepartementet har inom regeringskansliet ansvar för internationellt utvecklingssamarbete, liksom för samordning av politiken för global utveckling. Departementet ansvarar direkt för budgeten för den del som går till EU för bistånd via unionen för de medel som slussas till det multilaterala utvecklingssamarbetet (främst medel som går till Världsbanken och till regionala utvecklingsbanker, samt till FN centralt och till olika FN-organ).
Sida ansvarar för mer än hälften av budgeten för internationellt utvecklingssamarbete (16,3 miljarder 2006). I denna ingår de medel som slussas vidare till svenska enskilda organisationer.
En mindre del av biståndsanslaget används också för AB Swedfund och Sadev (Institutet för utvärdering av svenskt utvecklingssamarbete).

## Aktuella frågor i det svenska internationella utvecklingssamarbetet
Den alliansregering som tillträdde 2006 har i första hand inriktat sitt arbete på detta område till att betona utvecklingshjälpens effektivitet och resultat. Inte minst har därvid aktualiserats en minskning av antalet länder som samarbetet omfattar.
I augusti 2007 presenterade regeringen sin linje i landvalsfrågan för det bilaterala biståndet. Se vidare Lista över länder som får direkt svenskt statligt bistånd.
Organisationen av den statliga biståndsmyndigheten SIDA är också föremål för översyn på initiativ av myndigheten själv. SIDA omorganiserades senast år 1995, då de fyra tidigare biståndsmyndigheterna slogs samman till en enda.

## Kritik av bistånd

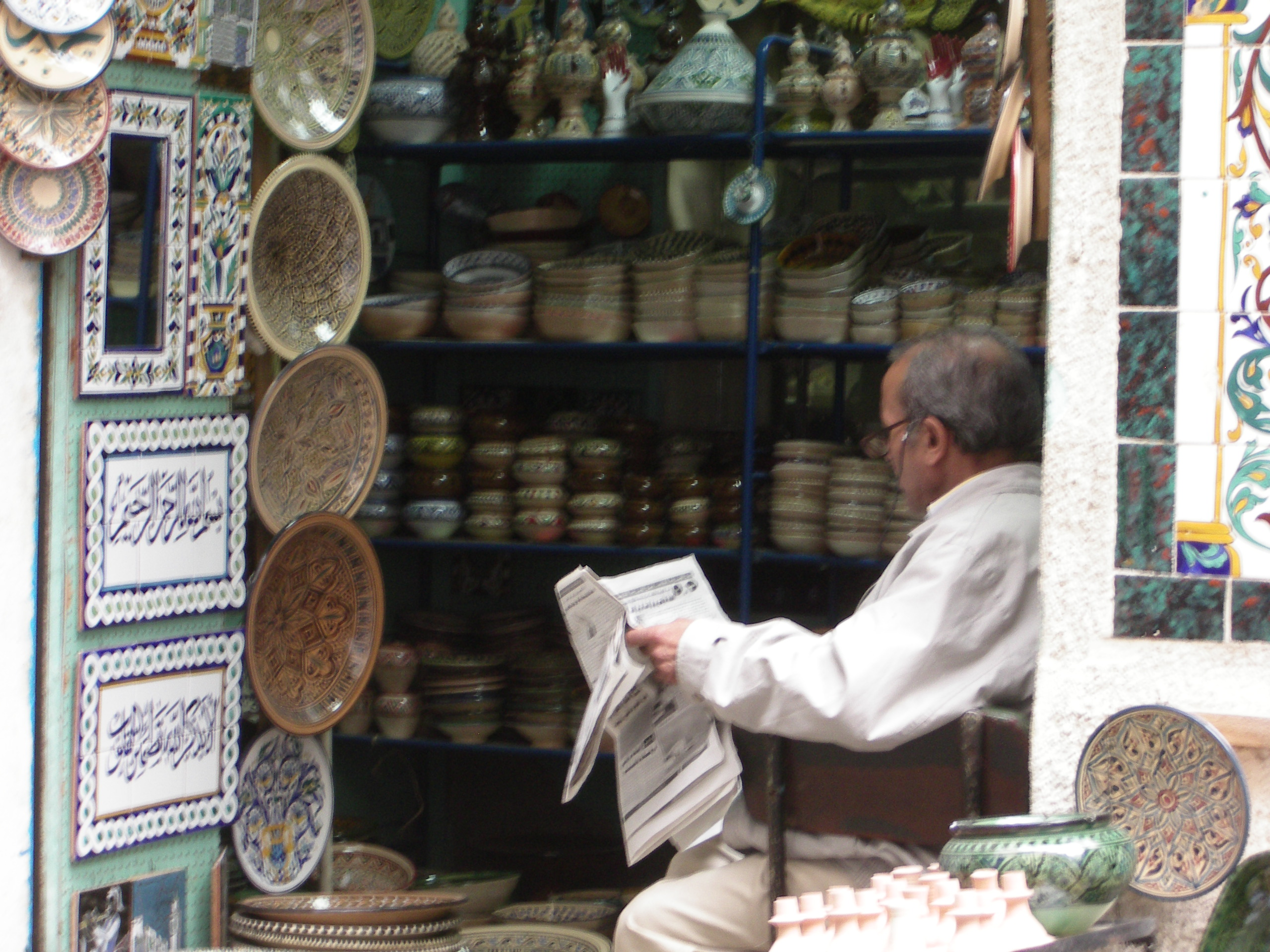
Tunisisk affärsinnehavare.

Det sätt som bistånd lämnas på, och det omedelbara resultat det ger, har alltid varit föremål för kritisk debatt.
När det gäller övergripande resultat av bistånd, har kritik framför allt riktats mot två påstådda effekter. Den ena är att biståndet hindrar utvecklingen i ett land genom att göra landet beroende av kontinuerlig försörjning från utlandet, i stället för att landet mobiliserar sina egna resurser. Ekonomen William Easterly hävdar till exempel att utvecklingshjälp negativt påverkar den ekonomiska incitamentstrukturen i u-länder på ett allvarligt sätt. Andra ekonomer pekar på att u-hjälp får samma långsiktiga negativa effekter för landets utveckling som ett ensidigt beroende av export av extraherade naturresurser.
Den andra är att biståndet leder till, och befäster, mottagarländernas politiska, ekonomiska och kulturella beroende av den kapitalistiska västvärlden. Denna kritik har riktats från politiskt vänsterhåll och var särskilt stark under det kalla krigets tid, då bistånd från såväl väst som öst var ett viktigt vapen i kampen om hegemoni i tredje världen.

## Avräkning i biståndsbudgeten mot andra ändamål
Sedan ett antal år har viss del av Utrikesdepartementets kostnader för bland annat  ambassader avräknats mot biståndet. Under senare år har även delar av kostnaderna för flyktingmottagande i Sverige avräknats. Med den stora ökningen av flyktingar, som inträffade främst 2015, har dessa kostnader blivit stora. I november tog regeringen ett beslut om att avräkningen under 2016 högst skulle uppgå till 30 procent av biståndet, oavsett de faktiska kostnaderna för flyktingmottagande.

## Att läsa vidare
- William Easterly (2006). The White Man's Burden: How the West's Efforts to Aid the Rest Have Done So Much Ill and So Little Good. Penguin
- Bertil Odén (2006). Biståndets idéhistoria: från Marshallhjälp till millenniemål. Lund: Studentlitteratur. ISBN 91-44-04542-5
- Millennium Development Goals: from consensus to momentum. Washington D.C.: Världsbanken och IMF. 2005 (i serien Global Monitoring Report 2005)
- …och världen växte: biståndet som vi minns det. Stockholm: Sida-seniorerna. 1999. ISBN 91-630-7827-9
- Lennart Berntson och Gunnar Pehrsson (1970). U-hjälp och imperialism. Stockholm: Aldus/Bonnier. Libris 8078665
- Pierre Fruhling (1986). Swedish development and aid in perspective. Almqvist och Wiksell